# Winster (Kumbria)
Winster – wieś w Anglii, w Kumbrii. Leży 62,3 km od miasta Carlisle i 366,2 km od Londynu. W latach 1870–1872 osada liczyła 90 mieszkańców.